# Жигалін Володимир Федорович
Володимир Федорович Жигалін (нар. 3 березня 1907, місто Санкт-Петербург — 3 листопада 1990, місто Москва) — радянський державний діяч, міністр важкого і транспортного машинобудування СРСР. Кандидат у члени ЦК КПРС у жовтні 1961 — листопаді 1964.  Член ЦК КПРС у листопаді 1964 — лютому 1986 року. Депутат Ради Союзу Верховної Ради СРСР 6—10-го скликань. Герой Соціалістичної Праці (17.02.1977).

## Біографія
Народився в родині службовця. У 1923—1928 роках — учень механічного технікуму в місті Ленінграді. Одночасно з 1925 по 1928 рік працював чорноробом на Іжорському заводі Ленінграда.
З 1928 по 1929 рік навчався в Ленінградському механічному інституті та працював техніком, помічником майстра механічного цеху Іжорського машинобудівного заводу в місті Колпіно.
У 1929—1930 роках — служба в Червоній армії.
У 1930—1931 роках — технік-монтажник, старший майстер транспортно-технічної контори, в.о. заступника відповідального керівника, керуючий Ленінградського відділення монтажної бази Машинооб'єднання Вищої ради народного господарства (ВРНГ) СРСР.
У 1931 році без відриву від виробництва закінчив Ленінградський механічний інститут.
Член ВКП(б) з 1931 року.
У 1931—1937 роках — начальник цеху, начальник виробництва Ленінградського заводу підйомно-транспортного устаткування імені Кірова.
У 1937—1938 роках — головний інженер, у 1938—1940 роках — директор Ленінградського заводу «Красный металлист».
У 1940—1945 роках — начальник виробничо-розпорядчого відділу Народного комісаріату важкого машинобудування СРСР.
У грудні 1945 — червні 1949 року — заступник народного комісара (з 1946 року — міністра) важкого машинобудування СРСР. У червні 1949 — березні 1953 року — 1-й заступник міністра важкого машинобудування СРСР. Одночасно в 1951—1953 роках — начальник Головного управління по виробництву і комплексному постачанню технологічних установок для будівництва нафтопереробних заводів Міністерства важкого машинобудування СРСР.
У березні 1953 — квітні 1954 року — член колегії Міністерства транспортного і важкого машинобудування СРСР.
У квітні 1954 — травні 1957 року — заступник міністра важкого машинобудування СРСР.
У червні 1957 — лютому 1960 року — заступник голови Московської Ради народного господарства міського економічного району.
У лютому 1960 — травні 1961 року — голова Московської Ради народного господарства міського економічного району.
У травні — жовтні 1961 року — 1-й заступник голови Московської Ради народного господарства міського економічного району.
У жовтні 1961 — березні 1963 року — голова Московської Ради народного господарства міського економічного району.
28 березня 1963 — 2 жовтня 1965 року — 1-й заступник голови Ради народного господарства СРСР — міністр СРСР.
2 жовтня 1965 — 28 травня 1975 року — міністр важкого, енергетичного і транспортного машинобудування СРСР. 
28 травня 1975 — 8 квітня 1983 року — міністр важкого і транспортного машинобудування СРСР. 
З квітня 1983 року — персональний пенсіонер союзного значення у Москві. Похований на Троєкурівському цвинтарі Москви. 

## Нагороди та звання
- Герой Соціалістичної Праці (17.02.1977)
- чотири ордени Леніна (18.07.1945, 9.07.1966, 25.08.1971, 17.02.1977)
- три ордени Трудового Червоного Прапора (2.12.1947, 29.10.1949, 28.04.1963)
- орден Вітчизняної війни І ст.
- орден Червоної Зірки (31.03.1945)
- медаль «За трудову доблесть» (15.04.1939)
- медалі